# Falsomesosella mediofasciata
Falsomesosella mediofasciata là một loài bọ cánh cứng trong họ Cerambycidae.